# Linia kolejowa Orsza – Mińsk Osobowy
Linia kolejowa Orsza – Mińsk Osobowy – linia kolejowa na Białorusi łącząca stację Orsza Centralna ze stacją Mińsk Osobowy. Jest to fragment linii Moskwa – Mińsk – Brześć i część II Paneuropejskiego Korytarza Transportowego Zachód – Wschód łączącego Berlin przez Warszawę z Moskwą E 20.
Linia położona jest w obwodach witebskim i mińskim oraz w Mińsku. Na całej długości linia jest zelektryfikowana oraz dwutorowa.

## Historia
Linia powstała jako część Kolei Moskiewsko-Brzeskiej i została otwarta 28 listopada 1871. 18 grudnia 1981 ukończono elektryfikację odcinka Orsza – Borysów. 1 stycznia 1982 trasę z Orszy do Mińska pokonała pierwsza elektryczna lokomotywa prowadząca skład towarowy.